# Rotherfield Greys Court
Rotherfield Greys Court är ett slott i Storbritannien.   Det ligger i grevskapet Oxfordshire och riksdelen England, i den södra delen av landet, 60 km väster om huvudstaden London. Rotherfield Greys Court ligger 105 meter över havet.
Terrängen runt Rotherfield Greys Court är lite kuperad. Runt Rotherfield Greys Court är det mycket tätbefolkat, med 1 819 invånare per kvadratkilometer. Närmaste större samhälle är Reading, 9,9 km söder om Rotherfield Greys Court. Runt Rotherfield Greys Court är det i huvudsak tätbebyggt.